# Hemicentetes nigriceps
O tenreque-raiado-montanhês (Hemicentetes nigriceps) é uma espécie de mamífero da família Tenrecidae, endêmica de Madagascar. 